# پفاف ۲۹۴۹۱
سیارک ۲۹۴۹۱ (به انگلیسی: 29491 Pfaff، نامگذاری:1997WB1) بیست و نه هزار و چهارصد و نود و یکمین سیارک کشف شده‌است که در ۲۳ نوامبر ۱۹۹۷ کشف شد.